# Chen Qi (athlétisme)
Pour les articles homonymes, voir Chen Qi.
Chen Qi (né le 10 mars 1982) est un athlète chinois, spécialiste du lancer du javelot.

## Biographie
Il remporte la médaille d'or du lancer du javelot lors des championnats d'Asie 2007, à Amman, avec un lancer à 78,07 m

### Palmarès
| Date | Compétition         | Lieu  | Résultat | Épreuve           | Performance |
| ---- | ------------------- | ----- | -------- | ----------------- | ----------- |
| 2007 | Championnats d'Asie | Amman | 1er      | Lancer du javelot | 78,07 m     |

### Records
| Épreuve           | Performance | Lieu         | Date        |
| ----------------- | ----------- | ------------ | ----------- |
| Lancer du javelot | 81,38 m     | Shijiazhuang | 22 mai 2004 |